# Puchar Świata w Zapasach 1992
Zawody Pucharu Świata w 1992 roku
- w stylu klasycznym mężczyzn rywalizowano pomiędzy 20 a 21 listopada w Besançon we Francji.
- w stylu wolnym mężczyzn w dniach 14–15 listopada w Moskwie w Rosji.

## Styl klasyczny

### Ostateczna kolejność drużynowa
| Poz. | Państwo           |
| ---- | ----------------- |
|      | Kuba              |
|      | Stany Zjednoczone |
|      | Rosja             |
| 4.   | Francja           |

### Klasyfikacja indywidualna
| Waga   |                  |                    |                | 4                  |
| ------ | ---------------- | ------------------ | -------------- | ------------------ |
| 48 kg  | Wilber Sánchez   | Isaac Ramaswamy    | Zafar Gulijew  | ----               |
| 52 kg  | Shawn Sheldon    | Samwieł Danijelan  | Raúl Martínez  | Salah Belguidoum   |
| 57 kg  | William Lara     | Rachid Ghilmanou   | Assaf Gadshiev | Curt Howell        |
| 62 kg  | Juan Luis Marén  | Siergiej Martynow  | Shon Lewis     | Philippe Bendjoudi |
| 68 kg  | Zakhrab Abassov  | Rodolfo Fuentes    | Rodney Smith   | Max Tudezca        |
| 74 kg  | Néstor Almanza   | Biesłan Czagijew   | Dan Russell    | Mustafa Dib        |
| 82 kg  | Murat Kardanow   | Alfredo Linares    | Philippe Nagy  | Ryan Jibbon        |
| 90 kg  | Gogi Koguaszwili | Reynaldo Peña      | Randy Couture  | Henri Meiss        |
| 100 kg | Héctor Milián    | Ibragim Szowchałow | Olivier Welzer | Randy Couture      |
| 130 kg | David Koplovitz  | Aleksandr Karielin | Andrei Grishin | Wilfredo Pelayo    |

## Styl wolny

### Ostateczna kolejność drużynowa
| Poz. | Państwo           |
| ---- | ----------------- |
|      | Rosja             |
|      | Iran              |
|      | Stany Zjednoczone |
| 4.   | Turcja            |

### Klasyfikacja indywidualna
| Waga   |                             |                                |                       | 4                | 5                                |
| ------ | --------------------------- | ------------------------------ | --------------------- | ---------------- | -------------------------------- |
| 48 kg  | Reza Laeg                   | Rob Eiter                      | Piotr Jumszanow       | Nairettin Baidur | ----                             |
| 52 kg  | Naser Zejnalnija            | Sułtan Dawudow                 | Jack Griffin          | Mevlana Kulaç    | ----                             |
| 57 kg  | Bagawdin Umachanow          | Ali Akbar Dodange              | İsmail Zurnacı        | Brad Penrith     | ----                             |
| 62 kg  | Murahei Demirel             | Troy Steiner                   | Alireza Rezaji Manesz | Niazbek Antuev   | ----                             |
| 68 kg  | Wadim Bogijew               | Ali Akbar Neżad                | Gocza Makojew         | Sanli Yueksel    | Fatih Özbaş 6. Townsend Saunders |
| 74 kg  | Sajgid Katinowasow          | Rob Koll                       | Behruz Jari           | Kamil Kocaoğlu   | ----                             |
| 82 kg  | Royce Alger                 | Rustem Kielechsajew Isa Momeni | ----                  | ----             | ----                             |
| 90 kg  | Vitali Gizoev Abbas Dżadidi | ----                           | Dan Chaid             | Ahmet Doğu       | ----                             |
| 100 kg | Amir Efraty                 | Mark Kerr                      | Kurt Angle            | Dawud Magomiedow | Ömer Aslantaş                    |
| 130 kg | Tom Erikson                 | Gieorgij Kajsynow              | Ali Reza Lorestani    | Mahmut Demir     | Zekeriya Güçlü                   |